# Prochoristis rupicapralis
Prochoristis rupicapralis là một loài bướm đêm trong họ Crambidae.